# 久保田裕之 (社会学者)
久保田 裕之（くぼた ひろゆき、1976年 - ）は、日本の社会学者。専門は家族社会学、福祉社会学、政治哲学。

## 経歴
群馬県生まれ。2010年、大阪大学大学院人間科学研究科修了。博士論文「非家族と家族の社会学」で博士（人間科学）を取得。現在、日本大学文理学部社会学科教授。

## 研究
シェアハウスやルームシェアなどのシェアリングの実践について、インタビュー調査にもとづく実証的な研究を行っている。また、家族や親密性に関する著作の翻訳を複数行っている。

## 受賞歴
- 2013年‐論文「家族福祉論の解体――家族／個人の政策単位論争を超えて」『社会政策』3(1):113-123にて、第6回日本家族社会学会賞「奨励論文賞」[8]

## 著書

### 単著
- 『他人と暮らす若者たち』2009年、集英社（集英社新書）

### 共著
- 植村恒一郎, 横田祐美子, 深海菊絵, 岡野八代, 志田哲之, 阪井裕一郎, 久保田裕之『結婚の自由: 「最小結婚」から考える』2022年、白澤社

### 分担執筆
- 野々山久也編『論点ハンドブック 家族社会学』2009年、世界思想社
- 牟田和恵編『家族を超える社会学――新たな生の基盤を求めて』2009年、新曜社
- 檜垣立哉編『生権力論の現在――フーコーから現代を読む』2011年、勁草書房
- 友枝敏雄編『リスク社会を生きる若者たち――高校生の意識調査から』2015年、大阪大学出版会
- 本田由紀編『現代社会論――社会学で探る私たちの生き方』2015年、有斐閣
- 伊藤公雄・牟田和恵編『ジェンダーで学ぶ社会学〔全訂新版〕』2015年、世界思想社
- 比較家族史学会編『現代家族ペディア』2015年、弘文堂
- 藤田尚志・宮野真生子編『家族――共に生きる形とは？』2016年、ナカニシヤ出版
- 日本大学文理学部編『知のスクランブル――文理的思考』2017年、筑摩書房
- 田村哲樹編『日常生活と政治――国家中心的政治像の再検討』2019年、岩波書店
- 牟田和恵編『フェミニズム・ジェンダー研究の挑戦：オルタナティブな社会の構想』2022年、松香堂書店
- 筒井淳也・永田夏来・松木洋人【編】/北田暁大・岸政彦・筒井淳也・丸山里美・山根純佳【編集委員】『岩波講座・社会学 第10巻 家族・親密圏』2024年、岩波書店

### 主要な論文
- 久保田裕之、2011、「家族福祉論の解体ー家族/個人の政策単位論争を超えて」『社会政策』3(1): 113-123.（第6回日本家族社会学会賞「奨励論文賞」受賞）

### 翻訳
- エヴァ・フェダー・キテイ著、岡野八代・牟田和恵監訳『愛の労働あるいは依存とケアの正義論』2010年、白澤社
- スーザン・モラー・オーキン著、山根純佳・内藤準・久保田裕之訳『正義・ジェンダー・家族』2013年、岩波書店
- デボラ・チェンバース著、辻大介・久保田裕之・東園子・藤田智博訳『友情化する社会――断片化のなかの新たな〈つながり〉』岩波書店
- エリザベス・ブレイク著、久保田裕之監訳『最小の結婚―結婚をめぐる法と道徳』2019年、白澤社
- エヴァ・イルーズ著、久保田裕之訳『なぜ愛に傷つくのか: 社会学からのアプローチ』2024年、福村出版